# David de Arahal
David de Arahal (Arahal, provincia de Sevilla, 2000) es un guitarrista flamenco y compositor español. En el año 2024 fue premiado como nuevo valor en los IX Premios Internacionales del Flamenco Manolo Sanlúcar y obtuvo el Premio Fatiguillo Revelación en la Bienal de Flamenco de Sevilla otorgado por críticos y expertos del mundo flamenco.   Ha colaborado con artistas reconocidos como Antonio Canales, Manuel de la Tomasa y Sandra Carrasco. Ha participado en diferentes eventos del mundo del flamenco, tanto actuando en solitario como acompañando al cante, entre ellos la Bienal de Flamenco de Sevilla. En julio de 2020 actuó en el Teatro Real de Madrid, formando parte del espectáculo La guitarra canta dirigido por el bailarín Antonio Canales.

## Discografía
En el año 2021 publicó Mar verde con la colaboración de varios artistas, entre ellos Miguel Poveda, Antonio Canales, Israel Fernández y Sandra Carrasco. El disco  incluye malagueñas, bulerías por soleá, fandangos, seguiriyas, peteneras, farrucas, bulerías, rondeñas y soleás.
En el año 2024 publicó Callejón del arte que fue presentado en la Bienal de Flamenco de Sevilla de 2024. Como acompañante ha colaborado con Sandra Carrasco en el disco titulado Recordando a Marchena publicado en 2024, que rinde homenaje a la figura del cantaor Pepe Marchena (Niño de Marchena) y obtuvo el premio Expoflamenco al mejor álbum flamenco en 2024. 

## Influencias
Su música está influenciada por la de otros guitarristas flamencos que lo han precedido en este arte, entre ellos Ramón Montoya Salazar, Niño Ricardo, Sabicas, Paco de Lucía, Manolo Sanlúcar, Pepe Habichuela, Juan Habichuela,  Serranito, Niño Miguel, Rafael Riqueni, Vicente Amigo y Tomatito.